# Шрифти PostScript
Шрифти PostScript — загальна назва специфікації векторних шрифтів, розроблених компанією Adobe Systems у рамках технології PostScript. Шрифти використовують формат файлів PostScript.

## Історія
Шрифти Type 1 і Type 3 були представлені компанією Adobe 1984-го року, як частина мови і специфікації PostScript. Але широке розповсюдження серед споживачів вони почали набувати після березня 1985 року, коли фірма Apple представила перший лазерний принтер з підтримкою мови PostScript, а саме LaserWriter. Важливою особливістю LaserWriter було те, що векторні шрифти знаходилися у самому принтері, а не у програмовому забезпеченні комп'ютера: для того, щоб виводити символи на екран, операційна система все ще використовувала растрові шрифти.
Незважаючи на те, що Type 1 спочатку були у специфікації PostScript, дані шрифти містять лише спрощений набір векторних операцій (у порівнянні з власне мовою PostScript): такі елементи, як цикли і змінні з Type 1 було вилучено (так само, як і з PDF, але Type 1 додали гінтинг з метою полегшення рендерингу на пристроях з низькою роздільною здатністю). Спочатку Adobe тримала деталі схеми гінтингу у таємниці, і навіть застосувала просту схему шифрування для даних кривих і гінтингу. Незважаючи на те, що інші фіми  швидко піддали метод Adobe зворотній розробці і з'ясували деталі шифрування, Adobe продовжує вимагати ліцензування від будь-кого, хто використовує технологію Type 1.
Шрифти Type 3 нарешті дозволили використання всієї потужності мови PostScript, але не стандартизували методи гінтингу (деякі компанії, наприклад ATF, реалізували свої власні закриті схеми гінтингу) і схему кодування. Відсутність повної стандартизації не сприяла поширенню Type 3.
Вартість ліцензування технології шрифтів PostScript наприкінці 1980-х — початку 1990-х вважалася дуже високою, а сама фірма Adobe відкидала всі заклики її знизити. Компанія Apple вирішила цю проблему радикально і 1991-го року створила свій власний стандарт шрифтів TrueType. Як тільки було оголошено про доступність TrueType, Adobe опублікувала детальну специфікацію «Adobe type 1 font format»,. Було випущено інструменти для створення і редагування шрифтів Type 1, такі як Fontographer. Надалі формат Type 2 став основою для сучасного OpenType.

## Технологія
Завдяки використанню мови PostScript, гліфи описуються кубічними кривими Безьє (на противагу квадратичним кривим у шрифтах TrueType). Саме через це єдиний набір гліфів можна масштабувати простими математичними перетвореннями, результат яких можна надсилати на принтер з підтримкою PostScript.
Шрифти Type1 є векторними (на противагу до растрових). Для гарного (тобто, естетично привабливого) відображення таких шрифтів на растрових дисплеях, особливо малих кеглів, часто потрібні гінтинг і екранне згладжування; ці ефекти часто[коли?] доповнюються додатковими растровими шрифтами, оптимізованим для дисплеїв.

## Типи шрифтів

### Type 0
«Type 0» — це «композитний» формат шрифтів, що описується у довіднику з мови PostScript . «Композитний» шрифт складається з шрифту верхнього рівня, що реферує один або більше шрифтів нижчого рівня.

### Type 1
Type-1 — комплект шрифтів, що називаються також PostScript-шрифтами. Це формат кодування шрифтів, який може застосовуватися для комп'ютерів з операційною системою Windows[джерело?] і комп'ютерів Macintosh. Type-1-шрифти були розроблені спеціально для вивідних пристроїв, що працюють з PostScript, але можуть використовуватися також з принтерами, які не розраховані на роботу з PostScript. Слід мати на увазі, що одні і ті ж шрифти (наприклад, Times) при роботі з комп'ютерами Macintosh і Windows можуть мати різну ширину знаків, так що при обміні між Mac і Windows можуть виникати помилки верстки.

### Type 2
Type 2 — формат опису символьного рядка, що забезпечує компактне представлення процедур опису символів у файлі векторного шрифту. Type2 спроектований для використання разом з форматом CFF (англ. Compact Font Format), і разом ці формати є основою для шрифтів Type 1 OpenType. Використовується для вбудованих (англ. embedded) PDF-шрифтів у програмі Adobe Acrobat 3.0 (версія формату PDF 1.2).

### Type 3
Шрифти Type 3 (також відомі як PostScript Type 3 або PS3, T3 або Adobe Type 3) складаються з гліфів, визначених з використанням повної специфікації мови PostScript. Завдяки цьому стають можливими деякі особливості, які у шрифтах Type 1 не можна реалізувати (через те, що у них використовується лише підмножина PostScript), наприклад затінення, колір, шаблони заповнення. Втім, Type 3 не підтримують гінтинг. Програма Adobe Type Manager не підтримувала шрифти Type 3; як «рідні» WYSIWYG-шрифти не підтримуються і жодною версією Mac OS або Windows.

### Type 4
Даний формат використовувався для «картриджів шрифтів» принтерів, а також для постійного збереження у довготривалій пам'яті принтера. Опис символів відповідає Type 1. Фірма Adobe не наводить жодної документації на даний власницький формат.